# Peliococcus schmuttereri
Peliococcus schmuttereri är en insektsart som beskrevs av Savescu 1984. Peliococcus schmuttereri ingår i släktet Peliococcus och familjen ullsköldlöss.
Artens utbredningsområde är Rumänien. Inga underarter finns listade i Catalogue of Life.